# Hassan II de Marrocos
Hassan II (em árabe: الْحسْنُ الثاني; romaniz.: Hassan II; Rabate, 9 de julho de 1929 — Rabate, 23 de julho de 1999) foi rei de Marrocos de 1961 a 1999. Era filho de Maomé V, primeiro rei do Marrocos após o fim da ocupação francesa de 44 anos.
Foi durante o seu reinado que, em 1963, ocorreram as primeiras eleições para a Câmara dos Representantes, a parte do Parlamento marroquino que é bicameral. Em 1965, manifestações estudantis e de desempregados, serviram de pretexto à dissolução e Haçane passou a governar com poderes ditatoriais. De 1970 a 1984, os partidos leais ao rei garantiram o seu poder, conquistando a maioria no Parlamento. Sofreu uma tentativa de golpe de estado em 1971 e outra em 1972. Enfrentou a Frente Polisário ao ocupar a ex-colônia espanhola do Saara Ocidental, num conflito até hoje não resolvido. Da mesma forma teve que enfrentar o avanço de grupos fundamentalistas islâmicos. Desde a década de 1980 a oposição a seu governo crescia, o que fez que em 1998 convocasse o líder da oposição vitoriosa nas eleições parlamentares Abderrahman el-Youssoufi, para chefiar o governo como primeiro-ministro.
A 26 de março de 1993 recebeu o Grande-Colar da Ordem do Infante D. Henrique e a 29 de novembro de 1993 foi agraciado com o Grande-Colar da Ordem Militar de Sant'Iago da Espada de Portugal.
Faleceu em 1999 de um enfarte, aos 70 anos.